# Le Frère que j'ai choisi
Pour les articles homonymes, voir Je te donne.
Pistes de Prises Et Reprises
Un Dernier Blues Pour Toi
(1) Window
(3)
Le Frère que j'ai choisi est une chanson chantée par Michael Jones et écrite par Jean-Jacques Goldman.

## Historique
À la suite de la grande complicité qui liait et qui lie encore Jean-Jacques Goldman et Michael Jones, Jean-Jacques Goldman a voulu écrire une chanson pour Jones, mais il ne voulait pas lui voler la vedette une deuxième fois (à la suite du succès incontestable de Je te donne où l'importance de Jones n'a pas vraiment été reconnue à sa juste valeur) et a proposé à Michael de la chanter en solo et a enregistré l'instrumental en 2001. Michael Jones a ensuite enregistré la basse, la batterie et le chant dans son album Prises Et Reprises en 2004.

## Accueil
Le Frère que j'ai choisi n'aura pas un très grand succès mais en revanche, on peut la trouver dans beaucoup de séries télévisées.